# Vallerriquito
Vallerriquito es un corregimiento ubicado en el distrito de Las Tablas en la provincia panameña de Los Santos. En el año 2010 tenía una población de 277 habitantes y una densidad poblacional de 7,1 personas por km².

## Geografía física
De acuerdo con los datos del INEC el corregimiento posee un área de 39 km².

## Demografía
De acuerdo con el censo del año 2010, el corregimiento tenía una población de unos 2777 habitantes. La densidad poblacional era de 7,7 habitantes por km². 